# .hm
.hm는 허드 맥도널드 제도의 인터넷 국가 코드 최상위 도메인이다. 거의 쓰이지 않는다.
.hm의 사용량은 적지만 호주는 섬 자체와 관련된 사이트에 .aq 도메인(남극 대륙용)을 사용한다. 결과적으로 해당 위치와 관련된 .hm 웹사이트는 없다.